# Hydaticus platteeuwi
Hydaticus platteeuwi är en skalbaggsart som beskrevs av Severin 1890. Hydaticus platteeuwi ingår i släktet Hydaticus och familjen dykare. Inga underarter finns listade i Catalogue of Life.